# Boulevard Jean-de-Béthencourt
Le boulevard Jean-de-Béthencourt est une voie publique de la commune de Rouen.

## Situation et accès
Le boulevard Jean-de-Béthencourt est situé à Rouen.

## Origine du nom
Le boulevard porte le nom de l'explorateur normand Jean de Béthencourt (1362-1425), à l'instar du quai du même nom.